# 沉水性水生植物
沉水性水生植物或沉水植物（英語：Submergent plant）是指整株植物完全沉浸在水中的植物。其根部定著在水底的泥淖中，葉子和莖多呈線形或絲狀，細長且柔軟，如此則能隨著水流擺動，減少水流的衝擊，而且還能隨著水位的高低而伸展或彎曲，使植物整株能夠保持在水面下成長，而細小的葉片能增加植物體與水流接觸的表面積，並因此提高接收水中氣體的效率，再者，其錯開生長的葉片，使葉子能隨著水流擺動的同時，接受到來自不同角度的陽光，這以金魚藻、苦草、水蘊草及海草為代表性的植物。

## 圖片

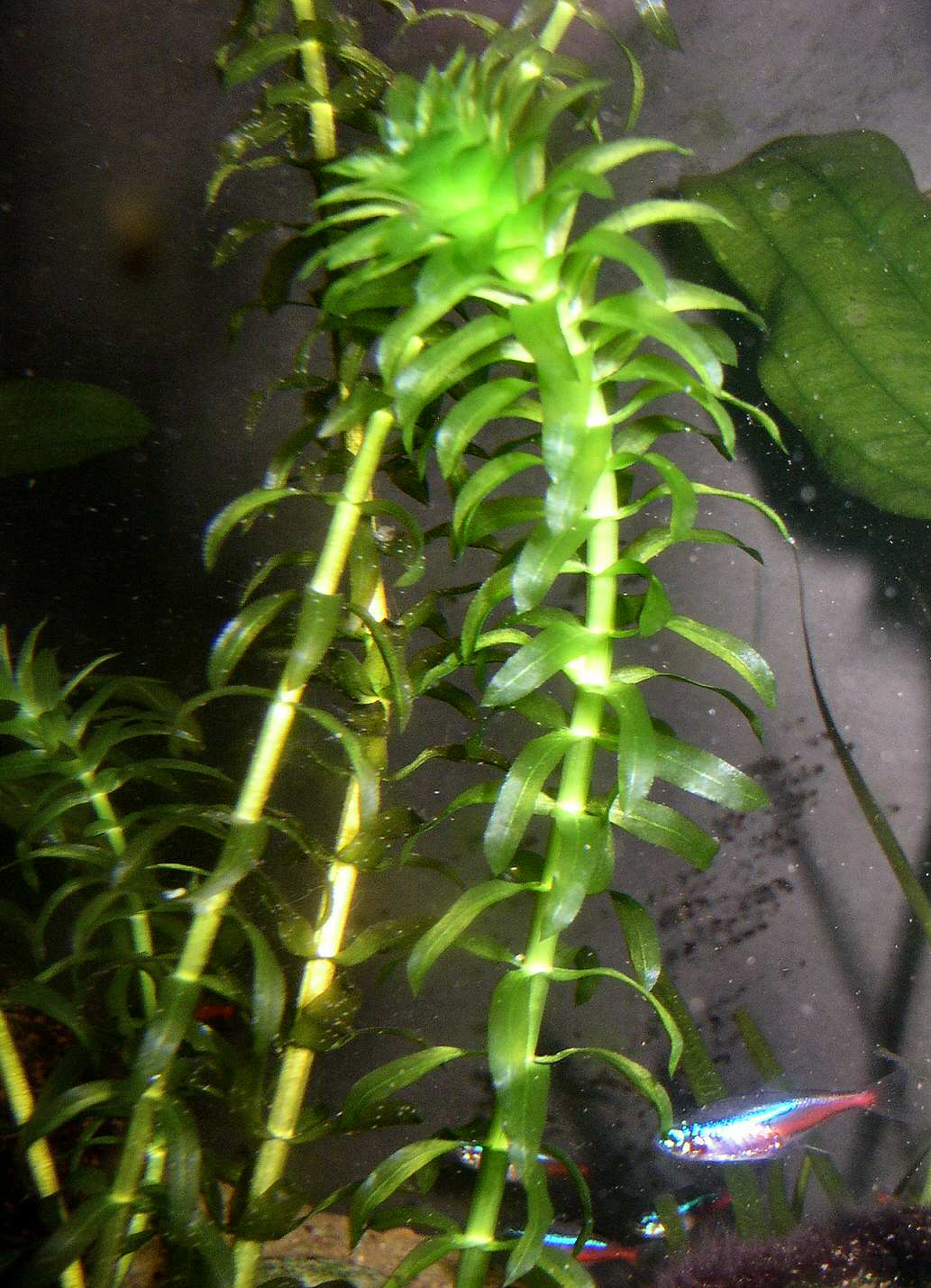
水蘊草
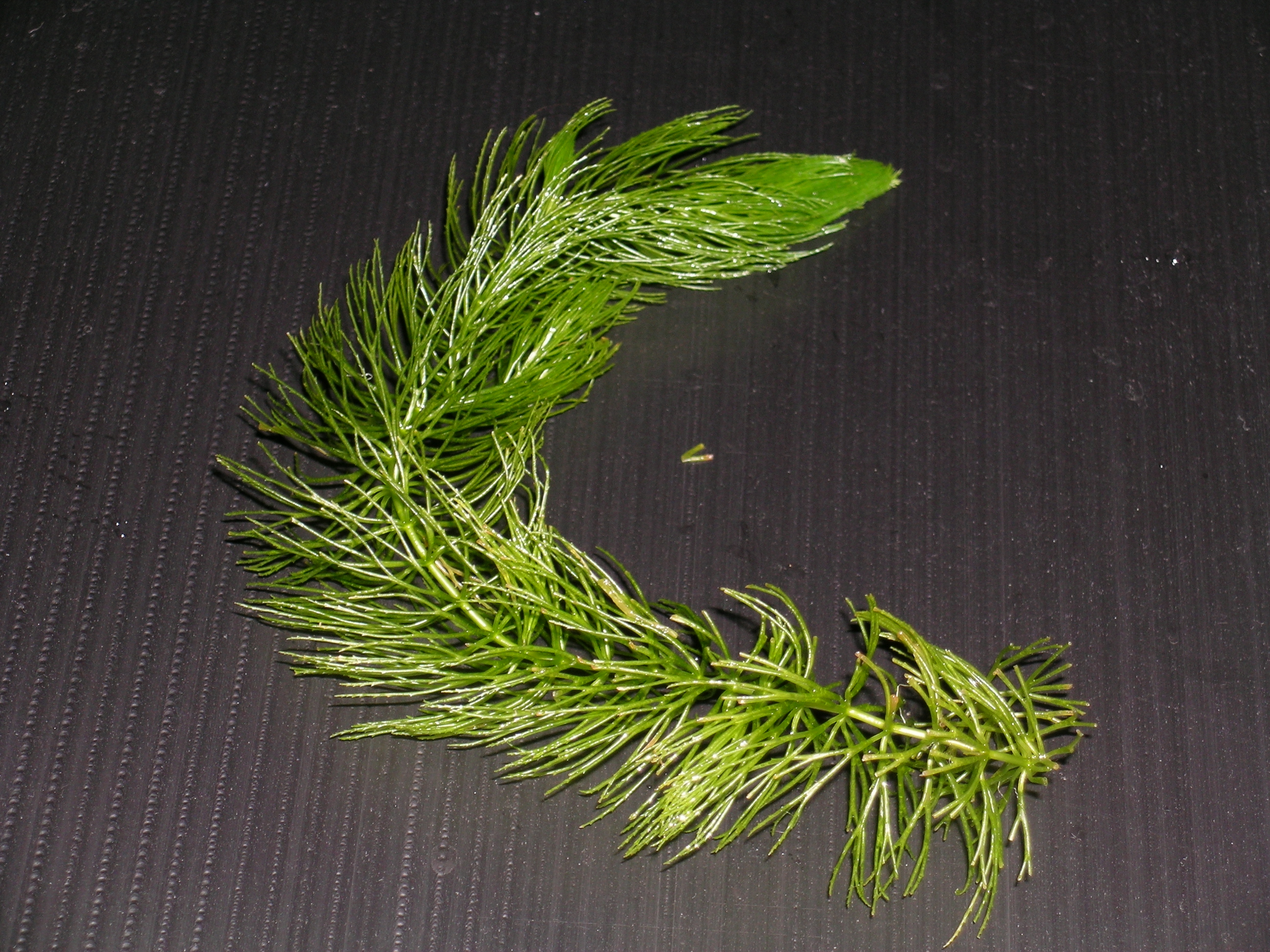

## 外部連結
- Advice for Planting Aquatic Plants
- 水生植物目錄（可搜尋） （页面存档备份，存于）